# Maschinenfabrik Niedersachsen Hannover
Die Maschinenfabrik Niedersachsen Hannover (MNH) mit Standorten in Hannover, Laatzen und Ahlem war ein bedeutendes Rüstungsunternehmen zur Zeit des Nationalsozialismus. Als Tochtergesellschaft des Eisenwerkes Wülfel gehörte es zu den neun führenden Panzerherstellern des Reiches, die 1943 einen Produktionsanteil von 90 Prozent an fertig montierten Panzern innehatten. So stellte die MNH rund 30 Prozent der 6000 zwischen 1943 und 1945 produzierten Panzerkampfwagen V Panther her.

## Geschichte
Die Maschinenfabrik Niedersachsen Hannover wurde nach Angaben der United States Strategic Bombing Survey im Frühjahr 1939, wenige Monate vor Beginn des Zweiten Weltkrieges gegründet, was im Widerspruch zu ihrem Eintrag in der Reichsbetriebskartei Industrie steht, nach dem die Firma seit 1937 bestand. Firmensitz der „M.N.H. Maschinenfabrik Niedersachsen G.m.b.H“ war die Eichelkampstraße 4 in Hannover–Wülfel, Gesellschaftszweck die Erfüllung von Rüstungsaufträgen; 1944 war sie mit 3383 Arbeitskräften das sechstgrößte hannoversche Rüstungsunternehmen. Zunächst wurde an zwei Standorten in Laatzen und im hannoverschen Stadtteil Linden produziert.

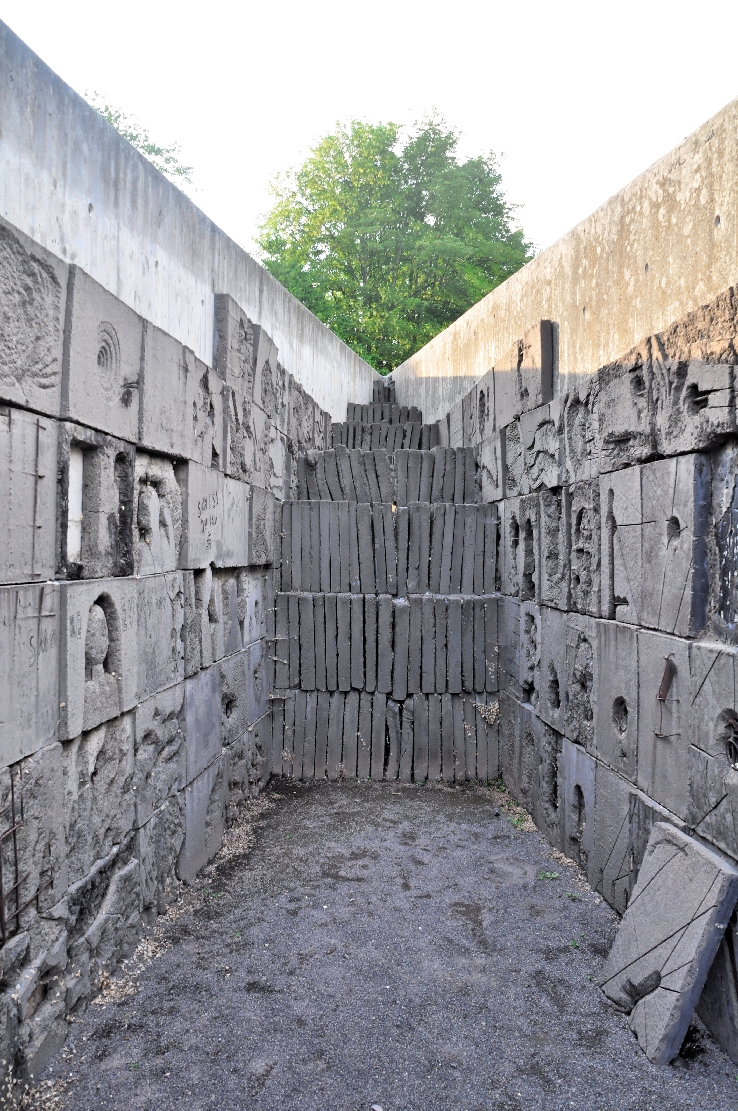
Mahnmal in der Nähe des KZ-Außenlagers Hannover-Ahlem am Ort des Zugangs zu den Asphaltstollen: Stilisierter Grubeneingang mit Asphaltplatten (1994)

Im Jahr 1944 wurde zusätzlich ein Werk in einem Untertagebau in Ahlem (52° 22′ 40,6″ N, 9° 39′ 19,4″ O) eingerichtet, in dem für die MNH und die Continental AG Bauteile für Panzer, Flugzeuge und Geschütze hergestellt werden sollten. Zunächst errichteten etwa 100 Zwangsarbeiter das KZ-Außenlager Hannover-Ahlem weitgehend neu, das als Lager für das in unmittelbarer Nähe geplante unterirdische Rüstungswerk dienen sollte. In den dafür vorgesehenen, bereits vorhandenen Asphaltstollen mussten ab November 1944 die Zwangsarbeiter unter schwersten Arbeitsbedingungen die Gänge erweitern; bereits im Dezember wurden von den unterernährten und entkräfteten Zwangsarbeitern mindestens 250 als krank ins KZ Neuengamme gebracht. Unter den Zwangsarbeitern waren rund 1000 polnische Juden aus dem KZ Auschwitz, die unter Aufsicht von SS-Wachleuten und Kapos standen. In den Stollen wurden Maschinen montiert, die Produktion wurde aber nicht mehr aufgenommen. Von den insgesamt 1500 Zwangsarbeitern starben bis April 1945 etwa 750. Die MNH war Mitglied der Lagergemeinschaft e. V., einer Interessengemeinschaft hannoverscher Rüstungsunternehmen, die im November 1942 ins Vereinsregister eingetragen wurde und die großen Zwangsarbeiterlager in und bei Hannover unterhielt.
Nach schweren Zerstörungen durch die Luftangriffe auf Hannover im März 1945 wurde die Panzerproduktion eingestellt. Das Lindener Werk wurde am 10. April 1945 im Zuge der Befreiung Hannovers von der 9. US-Armee eingenommen und von der britischen Besatzungsmacht weiterbetrieben; teilweise fertiggestellte Panzer wurden für diese weitergebaut. Das Ahlemer Zwangsarbeiterlager wurde am 6. April 1945 evakuiert und Hunderte auf einen Todesmarsch Richtung KZ Bergen-Belsen geschickt, etwa 200 wurden als krank zurückgelassen. Die amerikanischen Befreier fanden am 10. April noch etwa 180 Überlebende vor, von denen mindestens 51 bei der anschließenden Versorgung im Krankenhaus starben. 1946/1947 wurde das Lindener Werk demontiert. Das Laatzener Werk wurde bis 1957 von den Briten weitergeführt.